# Bourg-Saint-Maurice
Bourg-Saint-Maurice é uma comunidade francesa, localizada no departamento de Saboia, na região de Auvérnia-Ródano-Alpes (Rhône-Alpes).

## Tour de France

### Chegadas
- 2009 :  Mikel Astarloza